# Stichting Open Nederland
Stichting Open Nederland is een maatschappelijk initiatief dat een bijdrage heeft geleverd aan de stapsgewijze heropening van het sociale leven in Nederland tijdens de coronapandemie. De Stichting was van februari 2021 tot en met maart 2022 actief met het programma Testen voor Toegang. Niet te verwarren met de Vereniging Open Nederland, die vrije kennis in Nederland vertegenwoordigt.
Per 1 september 2022 heeft Stichting Open Nederland haar operationele testactiviteiten overgedragen aan Dienst Testen van het ministerie van Volksgezondheid, Welzijn en Sport.

## Oorsprong
De stichting is door het destijds demissionaire kabinet Rutte III gevraagd om met commerciële partijen een netwerk van honderd corona-teststraten inclusief digitale infrastructuur te organiseren. Bezoekers van zowel kleinschalige als grootschalige evenementen kunnen dan voor bezoek een sneltest laten doen bij een van deze teststraten, en met een negatief testresultaat kunnen ze vervolgens aan het evenement deelnemen.
De activiteiten en opdrachten van de Stichting worden door de Staat gefinancierd. Tegelijkertijd is de Stichting aan het Ministerie van VWS een boete verschuldigd indien de testcapaciteit niet tijdig wordt gerealiseerd.

## Bestuur
Het bestuur van de stichting bestaat sinds de oprichting op 16 februari 2021 uit:
- Pier Eringa (voorzitter per 1 juli 2021)
- Tom Middendorp (oprichtend voorzitter, tot 1 juli 2021), voormalig Commandant der Strijdkrachten
- Chris Smulders, voormalig financieel directeur van NS en Abellio
- Paul van Roozendaal, voormalig ICT-ondernemer.

De raad van toezicht bestaat uit de volgende leden:
- Marjanne Sint, Oud-PvdA politica
- Margot Scheltema
- Paul Verheul

De Wet Bestuur en Toezicht Rechtspersonen is sinds 1 juli 2021 van toepassing op de stichting. De Wet Openbaarheid Bestuur is niet van toepassing op de Stichting.

## Testen voor toegang
De gehele organisatie van de testevenementen zou initieel van april tot eind augustus 2021 duren. Uiteindelijk was het project 'Testen voor toegang' tot eind maart 2022 actief. Stichting Open Nederland draagt per 1 september 2022 haar taken over aan het Ministerie van Volksgezondheid, Welzijn en Sport, dienst Testen.
De Stichting heeft er voor gekozen om geselecteerde testaanbieders een gegarandeerde vergoeding te betalen van 387 euro per testafnameplek per dag tot in ieder geval 1 augustus 2021 (een testlocatie bestaat doorgaans uit meerdere testafnameplekken), ongeacht of er enige test wordt afgenomen. Daarbovenop vergoedt de Stichting voor het uitvoeren van testen.
Tot en met maart 2022 zegt de stichting dat er meer dan 9,4 miljoen testen zijn afgenomen binnen het kader van Testen voor toegang.